# Thoroughfare Gap
Thoroughfare Gap är ett album av Stephen Stills, utgivet 1978. Det var influerat av den då pågående discovågen och blev som bäst 83:a på Billboards albumlista.

## Låtlista
Samtliga låtar skrivna av Stephen Stills, om annat inte anges.
1. "You Can't Dance Alone" - 4:14
2. "Thoroughfare Gap" - 3:31
3. "We Will Go On" - 2:41
4. "Beaucoup Yumbo" (Stephen Stills/Joe Vitale) - 3:33
5. "What's the Game" - 3:32
6. "Midnight Rider" (Gregg Allman) - 3:39
7. "Woman Lleva" - 3:13
8. "Lowdown" - 3:46
9. "Not Fade Away" (Buddy Holly/Norman Petty) - 3:26
10. "Can't Get No Booty" (Danny Kortchmar/Stephen Stills) - 3:44